# Amnesia: Pád do temnoty
Amnesia: Pád do temnoty, v anglickém originále Amnesia: The Dark Descent, je survival horor počítačová hra z prvního pohledu. Byla vydána jako indie hra v roce 2010 švédskou společností Frictional Games, která stojí i za dalšími hororovými hrami, např. Penumbra: Overture a Penumbra: Black Plague.
Dnes je možné zakoupit hru na několika herních platformách, kterými jsou Steam, Desura a Ubuntu Software Center. Hru můžeme obohacovat o další uživatelské módy (Custom Stories), které mohou být rozděleny na dva typy:
- Naturální - Uživatelské módy, které nijak nemění herní strukturu. Př.: Abduction; La Caza; Baldo's Discovery…
- Konverzní - Mění podstatu hry, přidávají nové předměty, zvuky, monstra a mění pozadí úvodní obrazovky. Př.: Tenebris Lake; White night; Through the Portal…

Ve verzi 1.2 byl do hry přidán jako volně stahovatelný obsah Amnesia: Justine, který přidává nové monstrum Suitors. Po několika letech bylo vydáno ne tak úspěšné pokračování Amnesia: Machine for Pigs.

## Charakteristika hry
Hra nabízí různé audiovizuální efekty, které umocňují zážitek ze hry. Pro hru je charakteristické, že se odehrává ve tmě, a proto je doporučováno hrát hru v pozdních hodinách. Kromě temné atmosféry a audiovizuálních efektů je možné ve hře místy narazit na příšery, které díváním se na ně způsobí, že hlavní postava (Daniel) ztrácí rozum, což se projevuje efektem rozostřené obrazovky a následně i nervovým hroucením, kdy se Daniel složí k zemi a hra vydává pískavý zvuk.
Ve hře můžeme narazit na pět nepřátel:
- Služebník Grunt - Jedná se z poloviny o zombie. Grunt je služebník barona Alexandra a vzhledem se jedná o postavu, která má zdeformovanou tvář, krvavý dráp na levé paži a obvázané tělo.
- Brute - Objevuje se později v originální hře. Brute je 3× silnější, než obyčejný Grunt a díky velké čepeli na jeho levé paži může zabíjet na jednu ránu. Brute má tvář do tvaru květu, tělo je tvořeno z části i kovovými tyčemi, a při pohybu vydává skřípot a vrže.
- Laeruk (Kaernk) - Vodní příšera, která se objevuje ve vodách, které ovládl stín. Laeruka není možno vidět. Je neviditelný a jediné,co je možné vidět je jeho pohyb po vodě, kdy "chodí".
- Suitor (Alois) - Nenachází se v originální hře. Suitora je možné vidět v jakémkoli uživatelském módu a v DLC Amnesia: Justine. Suitor je původně člověk, známý jako Alois. Je slepý, ale slyší a v blízkosti Daniela ho i vidí. Suitor je plešatý zombie, ověnčený řetězy po všech končetinách a na krku nosí kruh s ostny.

- Ještě dodatek. S příběhem je to tak že Justine (za kterou hrajete) měla 3 nápadníky: Aloise, Basila - tesaře podle zvuků řezání dřeva v jeho původní cele a Mala de Vigniho, hudebníka podle zvuků violy v jeho cele. Všechny 3 mučila až do jejich výsledné podoby. První zombie je Alois,druhý ve sklepě Basil a třetí ve vodě Malo. Pak ty tři lidi jsou doktor, který je pořád ve svojí cele,kněz který je v knihovně a policejní inspektor ve vodě u Mala.
- Stín - Je rudá hmota, pocházející z jiného světa a pronásleduje Daniela skrze celý příběh. Stín se objevuje v různých formách, jako velký, červený "bolák" nebo síť. Místy je ve hře i stín, který svým stoupáním a zmenšováním vypadal, že dýchá.

## Příběh
19. srpna 1839 se v temných a prázdných sálech pruského hradu Brennenburg probudí mladý muž, který si nepamatuje nic o sobě ani o své minulosti. Pamatuje si jen, že se jmenuje Daniel, že žije v Mayfairu a že ho něco nebo někdo pronásleduje. Krátce poté, co se Daniel probere z bezvědomí, najde vzkaz, který napsal sám sobě, a který mu sděluje, že si záměrně vymazal paměť a že ho pronásleduje "Stín", nadpozemská síla, která se projevuje masitými výrůstky, jež se šíří po celém hradě. Vzkaz dává Danielovi pokyn, aby sestoupil do vnitřní svatyně hradu, kde má najít a zabít barona Alexandra.
Jak Daniel prochází hradem, postupně se dozvídá o jeho tajemstvích i o své vlastní minulosti, a to jak prostřednictvím nalezených poznámek a deníků, tak i náhlých vzpomínek a vizí. Příčinou jeho zoufalé situace je tajemná koule, kterou našel v hrobce Tin Hinan v Alžírsku a která vyvolala Stín. Daniel oslovil několik odborníků na archeologii s nimiž se o kouli osobně radil, avšak později byli všichni nalezeni hrůzně zavraždění. Daniel si uvědomil, že ho Stín pomalu pronásleduje, a zoufale se snažil zjistit o kouli co nejvíce, dokud jej nekontaktoval Alexandr, který mu slíbil způsob, jak hrozbu Stínu zahnat a to pomocí takzvané energie "vitae". Vitae lze získat pouze z živých tvorů a to prostřednictvím extrémní bolesti a teroru. Alexandrovým skutečným cílem je však využít Danielovu kouli obohacenou o vitae k návratu do své rodné dimenze, z níž byl před staletími vypuzen. Aby tohoto cíle dosáhli, shromažďovali Alexander a Daniel vitae mučením nevinných lidí, které Alexander prohlásil za vraždící zločince.
Aby se maximalizovala produkce vitae, byly oběti nuceny pít lektvar, který navozoval amnézii. Díky tomu si oběti na své mučení nikdy nemohly zvyknout a vždy tak zažívaly co nejintenzivnější bolest a strach. Daniel nevěděl, že aplikace vitae na kouli, kromě krátkého odpuzování, Stín ještě více rozzuřila, což zpečetilo jeho konečnou zkázu. Daniel se stále zoufaleji snažil Stínu uniknout, a tak se ve svých pokusech získat vitae stal sadistou a v záchvatu vzteku nešťastnou náhodou zabil prchající mladou dívku. Po závěrečném rituálu Alexandr vycítil Danielovu vinu a klesající důvěru v něj, a proto ho nechal napospas smrti. Daniel si uvědomil, jak s ním Alexandr manipuloval, přísahal pomstu a vypil lektvar amnézie, aby překonal ochromující pocit viny.
Když se Daniel blížil k Vnitřní svatyni, setkal se s Heinrichem Corneliem Agrippou, který kdysi studoval koule spolu se svým studentem Johannem Weyerem a kterého Alexandr věznil a udržoval při životě. Agrippa sdělil Danielovi, že Weyer dokázal využít sílu koulí k cestování mezi dimenzemi, a poradil mu, jak najít části jeho vlastní koule, která je potřebná k prolomení Vnitřní svatyně. Agrippa také požádal Daniela, aby vzal s sebou jeho hlavu, kterou je možno odříznout zaživa pomocí tonika vynalezeného Weyerem, a hodil ji do mezi dimenzionálního portálu poté, co ho Alexandr otevře. Jakmile Daniel vstoupí do Vnitřní svatyně, existují tři možné konce: může nechat Alexandra uspět, pak bude zabit Stínem a sestoupí do temnoty, zatímco Alexander mu řekne, že jeho oběť bude navždy oslavována; může zabránit otevření portálu tím, že vyvrátí jeho podpěrné sloupy, pak opustí hrad spokojený se svým vykoupením poté, co Stín zabije pouze Alexandra; nebo může hodit Agrippovu hlavu do portálu, čímž nechá Stín zabít Alexandra i Daniela, ačkoli Agrippa slíbí, že Daniela zachrání před sestupem do temnoty, a požádá Weyera o pomoc.
V každém případě znamenala Danielova strašlivá pouť Brennenburgem vykoupení ze všech jeho ohavných zločinů, kterých se dopustil na nevinných obětech.

### Amnesia: Justine
Hra se odehrává v roce 1858. Hlavní postavou je zhýčkaná aristokratka Justine Florbelle. Justine se narodila do rodiny francouzské aristokracie s blíže neurčenou psychickou poruchou. Jejím jediným přítelem byla dcera služebných Clarice a i s ní měla omezený přístup, nebývalo zvykem, aby se aristokracie zahazovala s nižší vrstvou. Matka Justine zemřela, když byla Justine velmi malá a Justine si na ni už nevzpomínala. To ji velmi trápilo. Otec Justine řekl, že krása její matky byla oslepující. Získala z toho komplex a snažila se kráse své matky vyrovnat, proto později ve snaze dokázat, že její krása je také přímo oslepující, oslepila jednoho ze svých nápadníků. Otec Justine byl uznávaným psychoterapeutem a trpěl duševní nemocí, kterou skrýval. Zajímal se o lidskou psychiku a studoval ji (dost možná kvůli své skrývané nemoci). Izoloval Justine od společnosti a podroboval ji psychiatrickým testům. Od osmi let byla Justine naprosto osamělá. Čtyři roky testů, s jejich výsledky nebyl otec nikdy dost spokojen a izolace ji připravily o zdravý vývoj a přirozenou výchovu. Začala se u ní rozvíjet psychopatie, narcismus, snažila se získat převahu, trápila služebnictvo, provokovala otce. Co se pak stalo je zahaleno tajemstvím, došlo možná i k incestu nebo nějakému sexuálnímu náznaku. Otec nedokázal porozumět a pochopit onemocnění své dcery. Rozhodl testy ukončit a sblížit se s dcerou, což se mu nepodařilo. Justine ho zabila a pohřbila na jejich panství v rodinné kryptě a převzala panství jako jediná dědička. Převzala také výzkum svého otce a laboratoře, které proměnila ve svůj mučící kabinet pro své sadistické potěšení. Stalo se z ní monstrum. Utrpení a krutost aplikovala nejen na jiné, ale také i sama na sebe. Díky nějakému přípravku si navodila amnesii, ztrátu vědomí, aby mohla podstoupit své vlastní testy a nástrahy, aby zjistila, jak dobře se jí to povedlo.
Měla tři nápadníky, kteří do ní byli zamilovaní - Aloise Racina, Basila Girouxe a Mala de Vigniho. Ona ovšem nechtěla ani jednoho a využívala je jen pro svoji zábavu. Postavila muže proti sobě a strhla je do vlastní spirály šílenství a zkázy. Mučila je, zmrzačila jejich těla a udělala je součástí testů na sobě samotné. Aloisův otec Lucien ovšem zhýčkanou aristokratku nesnášel, jelikož mu „ukradla“ jeho syna. Chtěl se tedy Justine nějakou legální cestou zbavit a dát ji do vězení. Poslal tedy proti ní policejního inspektora, psychiatra a kněze. Justine ovšem všechny tři muže uvěznila a využila ke svému experimentu. Alois jejímu kouzlu propadl nejvíce, začal se řezat a sebepoškozovat jen aby to Justine udělalo radost. Basila Justine oslepila, když ji Basile řekl, že z její krásy by jeden oslepl. Malo byl nadaný hudebník, jednou se opil a opilý vešel na pódium a publikum ho vypískalo, Malo se z toho zbláznil a začali se projevovat jeho kanibalské choutky.
Hra začíná v cele, kdy se Justine vzbudí s Amnesii. Po celou hru netušíte, za koho vlastně hrajete. Postupně si pouštíte gramofonové nahrávky, kde Vás Justine seznamuje s okolím. Vždy si můžete vybrat, jestli ušetříte neznámou oběť (psychiatra, kněze a inspektora) a zabere Vám to více času a nebo jestli oběť zabijete a svůj čas si ušetříte. Během hry potkáte všechny tři znetvořené nápadníky (Suitoiry), kteří Vás chtějí zabít. Pokud překonáte všechny nástrahy kabinetu, tak se doberete až na konec, kde Justine doprchá Amnesie. Hra končí, když Justine jde po schodech, kde ji služebná Clarice upozorňuje, že hosté dorazí za hodinu. Justine totiž uspořádala banket pro ostatní francouzské aristokraty. Provokativně tak dává najevo, že i když je zvrácená duše, nikdo nemá šanci to zjistit a vyjít s tím ven.